# ديفيد غيلبين
ديفيد غيلبين هو سياسي أسترالي، ولد في 6 أبريل 1863 في كارلايل في المملكة المتحدة، وتوفي في 21 مايو 1952 في كاتومبا في أستراليا. نشط حزبياً في Civic Reform Association ‏.